# Florian Raspentino
Florian Raspentino (Marignane, 6 juni 1989) is een Frans voetballer die bij voorkeur als vleugelspeler speelt. Hij verruilde in 2018 KAS Eupen voor Valenciennes FC.

## Carrière
Raspentino werd geboren op 6 juni 1989 in Marignane, als zoon van een Franse moeder en een Algerijnse vader. Raspentino is de familienaam van zijn grootmoeder aan moeders zijde. Hij speelde in de jeugd bij AS Gignac en speelde ook zes maanden voor AC Ajaccio. In 2008 trok hij voor twee seizoenen naar US Marignane, de club uit zijn geboortestad die op dat moment uitkwam in de CFA, het vierde niveau in Frankrijk. Tijdens het seizoen 2010/11 maakte hij zeventien doelpunten in 33 wedstrijden voor RCDO Agde in de CFA, wat hem een transfer opleverde naar Nantes. Na een geslaagd seizoen in de Ligue 2 tekende hij op 6 juli 2012 een vierjarig contract bij Olympique Marseille. In januari 2013 werd hij voor zes maanden uitgeleend aan Stade Brestois. Tijdens het seizoen 2013/14 werd hij uitgeleend aan SC Bastia, waar hij vijf doelpunten in 22 competitiewedstrijden maakte.
In 2014 verruilde hij Marseille voor SM Caen, maar die transfer werd geen succes. In de terugronde werd hij uitgeleend aan Dijon FCO. Wanneer bij zijn terugkeer bij Caen duidelijk werd dat er op hem niet meer gerekend werd, trok Raspetino naar SC Bastia.
In 2017 koos Raspetino voor een buitenlands avontuur bij KAS Eupen. Raspetino wist zich met Eupen te handhaven in de Jupiler Pro League, maar desondanks verbrak Raspetino na één seizoen zijn contract in onderling overleg. Enkele dagen later vond hij onderdak bij Valenciennes FC.